# Casa de Marcial (Via Tecta)
Casa de Marcial (em latim: Domus Martialis) foi a residência do romano Júlio Marcial mencionada na Via Tecta, no Campo de Marte em Roma. Segundo Marcial, a Casa de Marcial estaria situada próximo ao Tarento, uma afirmação rejeitada por Lawrence Richardson Jr. em detrimento da alegação de Sêneca que ela localizava-se próximo ao fim do Circo Flamínio.